# RHX
RHX – polski zespół hip-hopowy, założony w 1997 r. w Warszawie. W skład grupy wchodzili: bracia Fisz i Emade oraz Inespe. 
Przed wydaniem swojego pierwszego oficjalnego albumu trio nagrało trzy dema: "RHX Generacja", "Styl Fajowy 98" i "Imielin Faimilja". W czerwcu 1999 r. nakładem Asfalt Records ukazała się pierwsza płyta zespołu Opowieści z podwórkowej ławki. Wkrótce potem zespół został rozwiązany.

## Dyskografia
Albumy
| Tytuł                         | Dane dot. albumu                                  | Pozycja na liście |
| Tytuł                         | Dane dot. albumu                                  | POL               |
| ----------------------------- | ------------------------------------------------- | ----------------- |
| Opowieści z podwórkowej ławki | - Data: 12 czerwca 1999 - Wydawca: Asfalt Records | 45                |

Występy gościnne
| Album                     | Rok  | Utwór                                 | Źródło |
| ------------------------- | ---- | ------------------------------------- | ------ |
| DJ 600V - Szejsetkilovolt | 1999 | "Bitwa" (gościnnie: RHX)              | [ 4 ]  |
| O$ka - Kompilacja         | 1999 | "Prawda" (gościnnie: RHX)             | [ 5 ]  |
| O$ka - Kompilacja 2       | 2001 | "Nie do zatrzymania" (gościnnie: RHX) | [ 6 ]  |